# Biflustra parasavartii
Biflustra parasavartii is een mosdiertjessoort uit de familie van de Membraniporidae. De wetenschappelijke naam van de soort is, als Membranipora parasavartii, voor het eerst geldig gepubliceerd in 1999 door Liu.